# Jiří Douba
Jiří Douba, né le 25 mai 1958 à Karlovy Vary, est un escrimeur tchèque ayant porté les couleurs de la Tchécoslovaquie aux Jeux olympiques d'été de 1980 et 1992.
Il a remporté deux médailles de bronze aux championnats d'Europe d'escrime 1991, à l'épée individuelle et par équipes.

## Palmarès
- Championnats d'Europe d'escrime
  -  Médaille de bronze aux championnats d'Europe d'escrime 1991 à Vienne
  -  Médaille de bronze par équipes aux championnats d'Europe d'escrime 1991 à Vienne